# Jelani Woods
Jelani Woods (Ellenwood, Georgia, 9 de octubre de 1998) es un jugador profesional estadounidense de fútbol americano, se desempeña en la posición de tight end en Indianapolis Colts, en la National Football League (NFL).

## Carrera
Fue seleccionado en la tercera ronda en la Reunión Anual de Selección de Jugadores de la NFL de 2022. Hizo su debut profesional con el equipo Indianapolis Colts, donde lleva jugando dos temporadas.